# 월트 디즈니 이미지니어링
월트 디즈니 이미지니어링(Walt Disney Imagineering, 정식 명칭: Walt Disney Imagineering Research & Development, Inc.)은 월트 디즈니 컴퍼니(The Walt Disney Company)의 연구 개발 부문으로 전 세계 디즈니 테마파크와 관광명소의 창조, 디자인, 건설을 담당하고 있다. 이 회사는 또한 디즈니 라이브 엔터테인먼트와 더 머펫츠 스튜디오(The Muppets Studio)를 운영하고 버뱅크의 월트 디즈니 스튜디오부터 뉴욕시의 뉴 암스테르담 시어터 및 타임스 스퀘어 스튜디오에 이르기까지 디즈니의 자산을 관리한다. 디즈니랜드의 제작을 감독하기 위해 월트 디즈니가 설립한 이 회사는 원래 회사 공동 창업자의 성명인 "월터 엘리아스 디즈니"를 의미하는 이니셜을 따서 월트디즈니 이후 WED 엔터프라이즈로 알려졌다. 캘리포니아 글렌데일에 본사를 둔 이미지니어링은 일러스트레이터, 건축가, 엔지니어, 조명 디자이너, 쇼 작가 및 그래픽 디자이너인 "이미지니어스"(Imagineers)로 구성되어 있다.
"이미지니어링"이라는 용어는 상상력과 공학의 결합을 설명하기 위해 1940년대 알코아에 의해 소개되었으며, 1957년 유니온 카바이드가 사내 잡지에서 리처드 F. 세일러의 "BRAINSTORMING IS IMAGination"이라는 기사와 함께 사용했다. 디즈니는 1989년에 이 용어에 대한 상표를 출원했으며 이 용어는 1962년에 처음 사용되었다고 주장했다. 이미지니어링은 디즈니 엔터프라이즈(Disney Enterprises, Inc.)의 등록 상표이다.